# أكسون إنتربرايز
شركة أكسون إنتربرايز. (المعروفة سابقًا باسم تازر أنترناشيونال ) هي شركة أمريكية مقرها في سكوتسديل، أريزونا ، تعمل على تطوير التكنولوجيا ومنتجات الأسلحة للجيش ، ووكالات إنفاذ القانون ، والمدنيين. 
كان منتجها الأولي، والذي كان يحمل اسمها سابقًا، هو مسدس الصعق الكهربائي "تازر" ، وهو خط من أسلحة الصعق الكهربائي . ومنذ ذلك الحين، توسعت الشركة في منتجاتها التكنولوجية للجيش وأجهزة إنفاذ القانون، بما في ذلك الكاميرات المثبتة على الجسم ، وكاميرات السيارات ، وبرامج الإرسال بمساعدة الكمبيوتر ، ومنصة الأدلة الرقمية السحابية "إيفيدنس.كوم". اعتبارًا من عام ٢٠١٧، شكلت الكاميرات المثبتة على الجسم والخدمات المرتبطة بها ربع إجمالي أعمال شركة "أكسون". 

## ملحوظات
1. ↑  "Military Operations". www.axon.com. مؤرشف من الأصل في 2025-07-13.
2. ↑  Reilly، Ryan J.؛ Wing، Nick (5 أبريل 2017). "The Company Formerly Known As Taser Goes All In On Police Body Cameras". The Huffington Post. AOL. مؤرشف من الأصل في 2019-02-10. اطلع عليه بتاريخ 2017-04-06.

## روابط خارجية
- الموقع الرسمي